# 1895
- Wikisource

| Calendário gregoriano                                                        | 1895 MDCCCXCV                       |
| Ab urbe condita                                                              | 2648                                |
| Calendário arménio                                                           | 1344 – 1345                         |
| Calendário bahá'í                                                            | 51 – 52                             |
| Calendário budista                                                           | 2439                                |
| Calendário chinês                                                            | 4591 – 4592 Início a 26 de janeiro  |
| Calendário copta                                                             | 1611 – 1612                         |
| Calendário etíope                                                            | 1887 – 1888                         |
| Calendários hindus - Vikram Samvat - Calendário nacional indiano - Cáli Iuga | 1950 – 1951 1816 – 1817 4995 – 4996 |
| Calendário Holoceno                                                          | 11895                               |
| Calendário islâmico                                                          | 1313 – 1314                         |
| Calendário judaico                                                           | 5655 – 5656                         |
| Calendário persa                                                             | 1273 – 1274 Início a 21 de março    |
| Calendário rúnico                                                            | 2145                                |
| Calendário solar tailandês                                                   | 2438                                |

1895 (MDCCCXCV, na numeração romana)  foi um ano comum do século XIX do actual Calendário Gregoriano, da Era de Cristo, a sua letra dominical foi F (52 semanas), teve início a uma terça-feira e terminou também a uma terça-feira.
| Ano completo                       |
| ---------------------------------- |
| Ano comum com início à terça-feira |

## Eventos
- Criada a Escola de Engenharia da Universidade Federal de Pernambuco (UFPE)
- Wilhelm Röntgen descobre o raio X
- Fundação do Império do Espírito Santo do Corpo Santo na freguesia da Conceição de Angra do Heroísmo.[1]
- A Ermida de São João localizada na Fajã de São João, ilha de São Jorge, é submetida a restauros e é-lhe acrescentada a torre sineira que actualmente possui.
- Fim das obras de construção da Ermida do Senhor Bom Jesus da Fajã Grande, ilha de São Jorge, que tiveram início em 1889, a responsabilidade da construção deve-se à iniciativa de José de Azevedo Machado, foi benzida a 18 de Outubro de 1896.[2]
- A ideia moderna do horário de verão foi proposta pelo neozelandês George Hudson em 1895. A Alemanha e a Áustria-Hungria organizaram a primeira implementação, começando em 30 de abril de 1916

### Janeiro
- 13 de Janeiro - Estabelecimento da divisão administrativa dos Açores com três sedes de distrito em: Ponta Delgada, Angra do Heroísmo e Horta.

### Fevereiro
- 5 de fevereiro - A disputa territorial entre os governos da Argentina e do Brasil - a Questão de Palmas - teve seu laudo da arbitragem inteiramente favorável ao Brasil.
- 14 de fevereiro - No teatro St. James, em Londres, é apresentada pela primeira vez a peça A Importância de ser Prudente, escrita por Oscar Wilde.

### Março
- 2 de março - Nomeação do Dr. Ernesto do Canto no cargo de presidente da Junta Geral de Ponta Delgada, ilha de São Miguel.

### Abril
- 17 de abril - Termina a Primeira Guerra Sino-Japonesa, Com a derrota militar, os chineses solicitaram o início de negociações.

### Agosto
- 29 de agosto - Elevação do povoado de Leme, no Estado de São Paulo, à condição de município.

### Setembro
- 7 de setembro - Museu do Ipiranga, o museu público mais antigo da cidade de São Paulo é inaugurado.
- 8 de setembro - Elevação da vila de São Filipe do Juruá em município, que mais tarde passaria a se chamar Eirunepé.

### Outubro
- 22 de outubro - Descarrilamento do Expresso Paris-Granville na Gare Montparnasse destruiu grande parte da estação.

### Novembro
- 8 de novembro - Prof. Wilhelm Conrad Röntgen, no laboratório na Baviária, sul  da Alemanha, descobriu os raios X.
- 15 de novembro - O Papa Leão XIII cria a Diocese do Espírito Santo.
- 17 de novembro - Fundação do Clube de Regatas do Flamengo na cidade do Rio de Janeiro, mas, para homenagear a República, a data de fundação é fixada em 15 de novembro de 1895.

### Dezembro
- 8 de Dezembro - Eleição para a Junta Geral de Ponta Delgada, ilha de São Miguel.
- 22 de dezembro - Röntgen faz a primeira radiografia da história à mão da sua mulher.
- 28 de dezembro - Os irmãos Lumière mostram pela primeira vez ao público o filme L'Arrivée d'un Train en Gare, no Grand Café, no Boulevard des Capucines. É, por muitos, considerada a data do nascimento do Cinema.

## Nascimentos
- 1 de janeiro - John Edgar Hoover, chefe do FBI durante 48 anos, desde 1924.(m. 1972)
- 5 de janeiro - Edward Sutherland, cineasta norte-americano (m. 1973)
- 11 de março - Shemp Howard, ator, comediante norte-americano e membro dos Três Patetas (m.1955)
- 9 de maio - Ascenso Ferreira, poeta brasileiro (m. 1965)
- 11 de maio - Jiddu Krishnamurti, educador e palestrante (m. 1986)
- 21 de maio - Lázaro Cárdenas del Río, presidente do México de 1934 a 1940 (m. 1970).
- 5 de junho - William Boyd, ator estadunidense, intérprete do famoso cowboy Hopalong Cassidy (m. 1972)
- 21 de julho - Ken Maynard, ator estadunidense (m. 1973)
- 26 de julho
  - Cassiano Ricardo, escritor, jornalista e poeta brasileiro (m. 1974).
  - Robert Graves, escritor inglês (m. 1985)
- 18 de setembro - Tomoji Tanabe, supercentenário japonês (m. 2009)
- 4 de outubro - Richard Sorge, jornalista e espião da União Soviética (m. 1944).
- 4 de outubro - Buster Keaton, actor e comediante estadunidense
- 8 de outubro - Juan Domingo Perón, presidente da Argentina 1946 a 1955 e de 1973 a 1974 (m. 1974).
- 17 de outubro - Arthur Duarte - cineasta português (m. 1982).
- 15 de movembro - Grã-Duquesa Olga Nikolaevna Romanova da Rússia (m. 1918).
- 5 de dezembro - Mamerto Urriolagoitia Harriague, presidente da Bolívia de 1949 a 1951 (m. 1974).
- 14 de dezembro - Jorge VI, rei do Reino Unido (m. 1952).

## Mortes
- 19 de janeiro - António Luís de Seabra, jurisconsulto e magistrado judicial português (n. 1798).
- 26 de janeiro - Arthur Cayley, matemático britânico (n. 1821)
- 5 de março - Henry Rawlinson, soldado e orientalista britânico (n. 1810) e Nikolai Leskov, escritor russo (n. 1831)
- 29 de junho - Floriano Vieira Peixoto, Presidente do Brasil (n. 1839).
- 30 de junho - Casimiro José Vieira, padre católico português e um dos líderes da Revolução da Maria da Fonte (n. 1817)
- 5 de agosto - Friedrich Engels, intelectual parceiro de Karl Marx. (n. 1820)
- 19 de agosto - John Wesley Hardin pistoleiro fora-da-lei do Velho-Oeste (n. 1853)
- 26 de setembro - Lahiri Mahasaya, yogue indiano (n. 1828)
- 28 de setembro - Louis Pasteur, cientista francês (n. 1822)
- 26 de novembro - George Edward Dobson, zoólogo irlandês (n. 1848)
- ?? de ? - Barão de São Roberto, nobre português, naturalizado brasileiro
- ?? de ? - Luís Xavier Abongit - escritor e padre jesuíta português (n. 1819).

## Por tema
- 1895 na arte
- 1895 no Brasil
- 1895 na ciência
- 1895 no cinema
- 1895 no desporto
- 1895 no jornalismo
- 1895 na literatura
- 1895 na música
- 1895 na política
- 1895 na televisão